# Projekt Riese

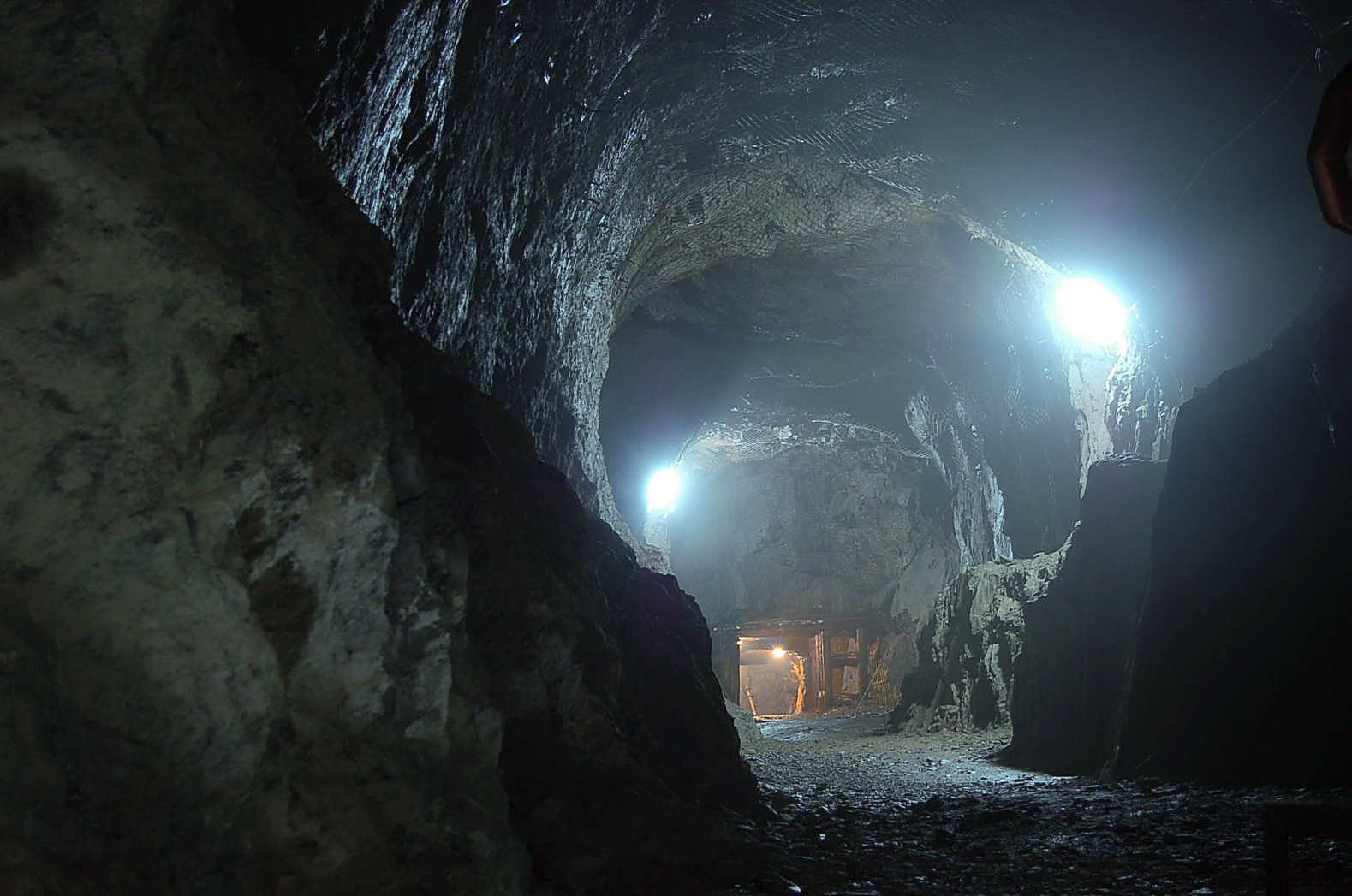
Gång i Osówkakomplexet.

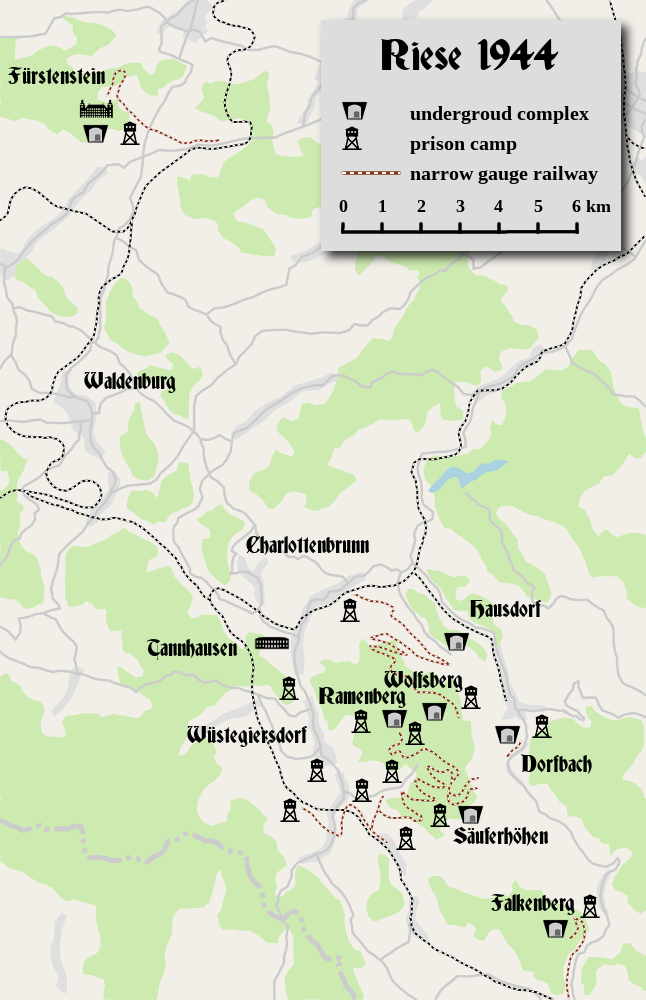
Projekt Riese.

Bauvorhaben Riese eller Projekt Riese betecknar ett komplex av underjordiska gångar i närheten av orten Walim (tyska: Wüstewaltersdorf) i Polen, påbörjat i Nazityskland under andra världskriget och delvis färdigställt mellan 1943 och 1945. Gångarna uppfördes under bergsmassivet vid bergen Osówka, Włodarz och andra berg i de schlesiska Ugglebergen (Góry Sowie). Tunnlarna under Książ slott (Schloss Fürstenstein) i utkanten av staden Wałbrzych, omkring 30 kilometer nordväst om Walim, räknas också till komplexet. 
Komplexet består av sju enskilda anläggningar. De kända tunnelsystemen består idag av gångar med nakna sprängytor, delar av kammarsystemet har även försetts med invändiga betongväggar. 
Huvuddelen av byggplanerna har aldrig återfunnits och antas ha förstörts under slutet av andra världskriget, varför många detaljer omkring bygget är okända och omgärdade av mytbildning och spekulation. I dokument tillhörande arkitekten Siegfried Schmelcher omnämns projektet under namnet Geheime Reichssache 91/44. Dokumenten ger indikationer på att delar av anläggningen, troligen bunkeranläggningen under Książ slott, var tänkt att användas som Führerhauptquartier och fungera som ersättning för Wolfsschanze som centralt högkvarter för Operationerna i Öst. Större delen av de övriga sex tunnelkomplexen i Ugglebergen var utifrån utformningen troligen avsedda att fungera som underjordiska fabriker.
Vissa av anläggningarna drivs idag som turistmål och kan besökas genom guidade visningar. Då de undre delarna av tunnlarna vid Książ innehåller en seismologisk station är endast den översta nivån tillgänglig för visningar.
Vid uppförandet av komplexet användes tvångsarbetare, krigsfångar och koncentrationslägerfångar från satellitläger till koncentrationslägret Gross-Rosen. Många av dessa låg i trakten omkring staden Głuszyca. Data om arbetsstyrkan är ofullständiga, men det uppskattas att omkring 20 000 fångar arbetade på projektet. Sammanlagt 8995 namngivna judiska fångar har bekräftats arbetat i arbetslägren, varav de flesta överförts från koncentrationslägret Auschwitz, och omkring 5000 dog till följd av våld eller svåra arbetsförhållanden.